# Rubus pascuorum
Rubus pascuorum är en rosväxtart som beskrevs av William Charles Richard Watson. Rubus pascuorum ingår i släktet rubusar, och familjen rosväxter. Inga underarter finns listade i Catalogue of Life.